# بنجامين فرانكلين
بنجامين فرانكلين (بالإنجليزية: Benjamin Franklin)‏ (17 يناير 1706 – 17 أبريل 1790) هو أحد الآباء المؤسسين للولايات المتحدة. كان موسوعيًا وكاتبًا وطابعًا وفيلسوفًا سياسيًا ومدير مكتب بريد وعالمًا ومخترعًا ورجل فكاهة وناشطًا مدنيًا ورجل دولة ودبلوماسيًا. وكعالم، كان شخصية بارزة في التنوير الأمريكي وفي تاريخ الفيزياء بسبب اكتشافاته ونظرياته في الكهرباء. وكمخترع، فهو معروف بمانع الصواعق والنظارات ثنائية البؤرة وموقد فرانكلين، وغيرها من الاختراعات. أسس العديد من المنظمات المدنية، بما في ذلك شركة المكتبة وأول قسم إطفاء بفيلادلفيا وجامعة بنسلفانيا.
حصل فرانكلين على لقب «الأمريكي الأول» بسبب حملته المبكرة التي لم تعرف الكلل من أجل الوحدة الاستعمارية، والتي بدأت حين كان مؤلفًا ومتحدثًا في لندن عن عدة مستعمرات. وكأول سفير للولايات المتحدة في فرنسا، كان يمثل الأمة الأمريكية الصاعدة. كان فرانكلين أساسيًا في إصدار تعريف للروح الأمريكية بوصفها تزاوجًا بين القيم العملية للتوفير والعمل الجاد والتعليم والروح المجتمعية والمؤسسات ذاتية الحكم، ومعارضة السلطوية السياسية والدينية، وبين القيم العلمية والمتسامحة للتنوير. وبحسب تعبير المؤرخ هنري ستيل كوماجر فإنه «في فرانكلين، يمكن دمج فضائل التطهيرية دون عيوبها، واستنارة التنوير دون حرارتها». وبالنسبة لوالتر أيزاكسون، فإن ذلك يجعل فرانكلين «أكثر الأمريكيين إنجازًا في عصره والأكثر تأثيرًا في اختراع نوع المجتمع الذي أصبح أمريكا فيما بعد».
أصبح فرانكلين محررًا وطابعًا ناجحًا في فيلادلفيا، المدينة الرائدة وسط المستعمرات، فنشر جريدة بنسلفانيا جازيت في سن 23 عامًا. وأصبح ثريًا بنشر صحيفة بور ريشتردز ألماناك، التي كان يكتب فيها تحت اسم مستعار هو «ريتشارد سوندرز». وبعد عام 1767، ارتبط بصحيفة بنسلفانيا كرونيكل، وهي صحيفة عرفت بمشاعرها الثورية وانتقاداتها لسياسات البرلمان البريطاني والتاج البريطاني.
كان فرانكلين رائدًا وأصبح أول رئيس لأكاديمية وكلية فيلادلفيا التي افتتحت عام 1751، وأصبحت فيما بعد جامعة بنسلفانيا. وقد نظم أول جمعية فلسفية أمريكية وكان أمينها الأول، وانتخب رئيسًا في عام 1769. أصبح فرانكلين أول بطل قومي في أمريكا كعميل لعدة مستعمرات حين قاد مجهودًا في لندن من أجل أن يلغي برلمان بريطاني العظمى قانون الطابع الذي لم يحظ بشعبية. ولأنه كان دبلوماسيًا بارعًا، فقد نال إعجاب الفرنسيين كوزير أمريكي مفوض في باريس، وكان شخصية رئيسية في تطوير العلاقات الإيجابية بين فرنسا وبلاده. أثبتت جهوده حيويتها بالنسبة للثورة الأمريكية بتأمينها شحنات الذخائر الهامة للغاية من فرنسا.
ترقى فرانكلين ليصبح نائب مدير مكتب بريد المستعمرات البريطانية في 10 أغسطس 1753، بعد أن كان مدير مكتب بريد فيلادلفيا لسنوات عديدة، وقد مكنه ذلك من إنشاء أول شبكة اتصالات وطنية. وخلال الثورة، أصبح أول مدير عام للبريد في الولايات المتحدة. وقد كان نشطًا في شؤون المجتمع والسياسة الاستعمارية والدولة. إضافة إلى الشؤون الوطنية والدولية. ومنذ عام 1785 حتى عام 1788، شغل منصب حاكم بنسلفانيا. في البداية كان فرانكلين يملك عبيدًا ويتعامل معهم، لكن بنهاية خمسينات القرن الثامن عشر، بدأ يجادل ضد العبودية، وأصبح من دعاة إبطالها، وشجع على تعليم السود وإدماجهم في المجتمع الأمريكي.
تسببت حياته وإرثه العلمي، ومنجزاته السياسية، ومكانته كأحد أكثر الآباء المؤسسين تأثيرًا، في تكريمه لأكثر من قرنين من الزمان بعد وفاته بوضعه على عملة الخمسين سنتًا، وورقة المائة دولار، وأسماء السفن الحربية، وأسماء العديد من المدن والمقاطعات والمؤسسات التعليمية والشركات، إضافة إلى العديد من المراجع الثقافية ووضع صورته في المكتب البيضاوي. وقد جُمعت أعماله المكتوبة المتضمنة أكثر من 30 ألف رسالة ووثيقة في "أوراق بنجامين فرانكلين".

## أسلافه
كان والد بنجامين فرانكلين، يوشيا فرانكلين، بائع شحم وصانع صابون وشموع. ولد يوشيا فرانكلين في إكتون، نورثامبتونشاير، إنجلترا، في 23 ديسمبر 1657، وهو ابن الحداد والمزارع توماس فرانكلين وجين وايت. ولد والد فرانكلين وأجداده الأربعة في إنجلترا.[بحاجة لمصدر]
كان لويشيا فرانكلين ما مجموعه 17 طفلًا من زوجتيه. تزوج من زوجته الأولى، آن تشايلد، في نحو عام 1677 في إكتون وهاجر معها إلى بوسطن عام 1683، وكان لديهم 3 أطفال قبل الهجرة و4 بعدها. بعد وفاتها، تزوج يوشيا من أبياه فولجر في 9 يوليو 1689، في  كنيسة أولد ساوث ميتنج هاوس القس صموئيل ويلارد، وأصبح لديهما في النهاية 10 أطفال. كان بنجامين، طفلهما الثامن، الطفل الخامس عشر ليوشيا فرانكلين في العموم، وابنه العاشر والأخير.
ولدت والدة بنجامين فرانكلين، أبياه، في ناتوكيت بمستعمرة خليج ماساتشوستس، في 15 أغسطس 1667، لبيتر فولجر، الطحان والمعلم، وزوجته ماري موريل فولجر، التي عملت خادمة فيما مضى. أتت ماري فولجر من عائلة تطهيرية (بيوريتانية) كانت من أول الحجاج الفارين إلى ماساتشوستس من أجل الحرية الدينية، فأبحروا إلى بوسطن عام 1635 بعدما بدأ تشارلز الأول ملك بريطانيا اضطهاد البيوريتانيين. كان والدها بيتر من النوع المتمرد المقدر له أن يغير من مستعمرة أمريكا. وككاتب في المحكمة، فقد سجن بتهمة عصيان القاضي المحلي حين دافع عن أصحاب المتاجر والحرفيين من الطبقة الوسطى الذين كانوا في صراع مع ملاك الأراضي الأثرياء. اتبع بنجامين فرانكلين خطى جده في معاركه ضد عائلة بن الثرية التي امتلكت مستعمرة بنسلفانيا.[بحاجة لمصدر]

## النشأة في بوسطن
ولد بنجامين فرانكلين في شارع ميلك في بوسطن، ماساتشوستس، في 17 يناير 1706، وعُمِّد في كنيسة أولد ساوث ميتنج هاوس. وكطفل نشأ على ضفاف نهر تشارلز، فقد تذكر فرانكلين أنه كان دائمًا قائدًا وسط الأولاد.
أراد يوشيا لبنجامين أن يلتحق بالمدرسة مع رجال الدين، لكنه لم يملك ما يكفي من المال لإلحاقه عامين بالمدرسة. فالتحق بمدرسة بوسطن اللاتينية، لكنه لم يتخرج، وواصل تعليمه بنهمه في القراءة. ورغم أن والديه أرادا لفرانكلين مهنة في الكنيسة، إلا أن تعليمه انتهى حين كان في العاشرة. وقد عمل عند أبيه لفترة، وفي سن الثانية عشرة، أصبح متدربًا عند أخيه جيمس الذي كان يعمل في الطباعة، فتعلم منه هذه المهنة. وحين كان في الخامسة عشرة، أسس جيمس صحيفة ذا نيو إنغلاند كورانت، والتي كانت الصحيفة المستقلة الأولى بحق في المستعمرات.[بحاجة لمصدر]

## حياته
قضى كل أعوامه الأولى في بوسطن عمل مع والده في متجر لصناعة الشموع، وما أتيحت له الفرصة للدراسة بانتظام. ثم، حين بلغ سن الثانية عشر، عمل في مطبعة أخيه الذي أصدر جريدة مهمة في نيو انجلند. آنذاك ابتدا بتعليم نفسه، وهو يذكر تفاصيل تلك الأيام في المذكرات التي كتبها بعد أعوام لابنه وليام. في عام 1722، حين حبس أخوه بسبب نشره لمقال أغضب السلطات رأَسَ بنيامين، وهو لا يزال في السادسة عشر من العمر، تحرير الجريدة وكتب عدة مقالات باسم مستعار وهو «فاعل خير صامت.» وقد تنوعت مواضيع المقالات وشملت التعليم وحرية الصحافة. بعد خلاف مع أخيه عام 1723، ذهب بنيامين إلى فيلادلفيا واستطاع العثور على عمل هناك. بسبب اهتمامه بالعمل وخبرته نجح بسرعة في امتلاك شركته الخاصة للطباعة بل ووفر ما يكفي من المال حتى يتقاعد في سن الثانية والأربعين. ثم عمل بعد ذلك في سلك الصحافة والمجال الدبلوماسي.
سمح العمل بالطباعة لبنيامين بالتعرف على الكثير من قُوَّاد البريطانيين في بنسلفينيا، وان كان قد فضل ان يكون جل أصدقائه من العلماء. وقد ابتكر ونفذ الكثير من الأفكار الشائعة حتى يومنا هذا. مثلا، كان أول من اقترح فكرة تكوين مجمعات خاصة بالعلماء، وافتتح «مجمع الفلاسفة الأمريكيين.» وقد افتتح كذلك أول مكتبة للاستعارة، وكانت «أوراق اليانصيب» من بنات أفكاره.
سعى فرانكلين أثناء قيامه بالعمل الدبلوماسي لسد الهوة المتسعة بين بريطانيا والمستعمرات الأمريكية، ولكن بلا جدوى. بعد عودته من العمل الدبلوماسي في أوروبا، انتُخب عضوا في مجلس الشعب الأمريكي وكتب، مع عدد من السياسيين المعروفين، الوثيقة التي أعلنت استقلال الولايات المتحدة من الاستعمار البريطاني. بعد ذلك عاد لأوربا وساهم في عقد الصلح، الذي شمل الاعتراف بالاستقلال، مع بريطانيا.
في سن الخامسة والستين، عام 1771، كتب فرانكلين لابنه وليام مذكراته التي شملت السنوات الأربع وعشرين الأولى من عمره. بعد بضع سنوات، قام بإضافة القليل عن المراحل الأخيرة من حياته، ولكنه أبقى عمله بالسياسة سرا، وما كتب عنه البتة. بل إنه رفض نشر المذكرات الأولى أثناء حياته.

## روابط خارجية
- بنجامين فرانكلين على موقع الموسوعة البريطانية (الإنجليزية)
- بنجامين فرانكلين على موقع ميوزك برينز (الإنجليزية)
- بنجامين فرانكلين على موقع إن إن دي بي (الإنجليزية)
- بنجامين فرانكلين على موقع أول ميوزيك (الإنجليزية)
- بنجامين فرانكلين على موقع ديسكوغز (الإنجليزية)